# Municipio de Arcade (Dakota del Sur)
El municipio de Arcade (en inglés: Arcade Township) es un municipio ubicado en el condado de Faulk en el estado estadounidense de Dakota del Sur. En el año 2010 tenía una población de 38 habitantes y una densidad poblacional de 0,41 personas por km².

## Geografía
El municipio de Arcade se encuentra ubicado en las coordenadas 44°56′30″N 99°1′0″O / 44.94167, -99.01667. Según la Oficina del Censo de los Estados Unidos, el municipio tiene una superficie total de 93.41 km², de la cual 93,11 km² corresponden a tierra firme y (0,32 %) 0,3 km² es agua.

## Demografía
Según el censo de 2010, había 38 personas residiendo en el municipio de Arcade. La densidad de población era de 0,41 hab./km². De los 38 habitantes, el municipio de Arcade estaba compuesto por el 100 % blancos. Del total de la población el 0 % eran hispanos o latinos de cualquier raza.